# كميلاء ضيقة الأوراق
الكميلاء ضيقة الأوراق (باللاتينية: Moltkia angustifolia) نوع نباتي يتبع جنس الكميلاء من الفصيلة الحِمحِمية.

## الموئل والانتشار
موطن هذا النوع بلاد الشام.

## مرادفات للاسم العلمي
(باللاتينية: Moltkia longiflora Wettst., nom. illeg.)
(باللاتينية: Moltkia longifolia Riedl, nom. illeg.)